# Austropetaliidae
Famille
Les Austropetaliidae (Austropetaliidés en français) sont une famille de libellules du sous-ordre des Anisoptères (ordre des Odonates).

## Répartition
Ces libellules se rencontrent uniquement au Chili et en Australie.

## Liste des genres
Selon GBIF (25 janvier 2024) :
- Archipetalia Tillyard, 1917
- Austropetalia Tillyard, 1916
- Crenopetalia Carle, 1996
- Hypopetalia McLachlan, 1870
- Ophiopetalia Carle, 1996
- Phyllopetallia Selys, 1858
- Rheopetalia Carle, 1996

## Classification
Le nom valide de ce taxon est Austropetaliidae Carle (d) & Louton (d), 1994.